# Pont Webb
Pour les articles homonymes, voir Webb.
Le pont Webb est un pont de Melbourne, dans l'État de Victoria, en Australie.

## Situation
Passerelle piétonne, elle enjambe le fleuve Yarra et relie ainsi les docks au nord et un quartier résidentiel au sud.

## Construction
La construction du pont fait partie du plan de réaffectation du quartier des docks de la ville. Mis au concours, le projet devait réutiliser la section encore existante de l'ancien pont de chemin de fer traversant le fleuve.
Le pont est donc composée de l'ancien pont de chemin de fer de 145 m (dont le tablier est en ciment et repose sur des caissons en acier), auquel est joint, à son extrémité sud, sur la rive gauche du fleuve, une structure incurvée de 80 m. Cette rampe permet de compenser la différence de hauteur entre l'ancien pont et la rive gauche du fleuve.